# Mirjam Meinhardt
Mirjam Meinhardt-Krug (geb. Meinhardt; * 18. Juni 1981 in Friedberg, Hessen) ist eine deutsche Fernsehmoderatorin und Journalistin.

## Leben und Wirken
Meinhardt legte 2000 ihr Abitur in Idstein ab. Ihr Studium der Publizistik und Betriebswirtschaftslehre an der Johannes Gutenberg-Universität Mainz schloss sie im September 2007 mit dem Magister artium ab. Zwischendurch studierte sie an der Jagiellonen-Universität in Krakau von März 2003 bis Juli 2003 Communication Studies.
Von 2002 bis 2006 war sie für SWR4 Rheinland-Pfalz tätig, zwischen 2003 und 2005 auch für den Hessischen Rundfunk. Von 2005 bis 2007 wirkte sie bei der taz. In den Jahren 2008 bis 2010 absolvierte sie ein journalistisches Volontariat beim SWR. Seitdem war sie als Redakteurin beim SWR tätig, unter anderem in den Sendungen SWR-Tagesgespräch und SWR2 Aktuell. Seit 9. März 2020 ist sie Moderatorin der Frühschiene im ZDF-Morgenmagazin. Seit dem 14. März 2022 moderiert sie als Nachfolgerin von Jana Pareigis auch das ZDF-Mittagsmagazin.
Sie arbeitete auch bei zahlreichen kirchlich bezogenen Zeitschriften als Autorin mit, darunter das Limburger Bistumsinfo (seit 1999), Apostel der Arnsteiner Patres (2002–2008) und Wege mit Franziskus der Thüringischen Franziskanerprovinz (1999–2008).
Außerdem ist sie Mitglied der katholischen Friedensbewegung Pax Christi. Sie lebt in Berlin.
Sie moderiert das ZDF Mittagsmagazin (2025).

## Auszeichnungen
- 2007 „Campaigner of the quarter 4/07“ Fundraising für das Rote Kreuz Neuseeland
- 2006 Dietrich Oppenberg-Medienpreis für Journalisten; Zweiter Preis